# طريخيات
طريخيات (الاسم العلمي: Triglidae)، فصيلة أسماك بحرية من رتبة عقربيات البحر. يضم تسع أجناس.